# Vámszer Géza
Vámszer Géza (Nagyszeben, 1896. augusztus 13. – Kolozsvár, 1976. szeptember 21.) erdélyi néprajzkutató, művészettörténész, középiskolai tanár.

## Életpályája
A gimnáziumot szülővárosában végezte, majd a budapesti Képzőművészeti Főiskolán folytatta tanulmányait, ahol 1920-ban középiskolai rajztanári oklevelet szerzett. A főiskolán olyan neves képzőművészek voltak az évfolyamtársai, mint Aba-Novák Vilmos, Nagy Imre és Varga Nándor Lajos.
Tanári pályáját 1922-ben a nagyszebeni tanítóképzőben kezdte, 1926-tól a székelyudvarhelyi líceum rajztanára volt. Az áthelyezés gyökeresen változást hozott az életében, megismerte Haáz Rezső, Bányai János és Lévai Lajos tudományos, közművelődési munkásságát. Ekkor tudatosult benne, hogy, “választott szülőföldje” többet vár el tőle, és életcéljául a népnevelői munkát választotta. Elhatározta, hogy bejárja a Székelyföld falvait, gyűjtőmunkája útján fényképek és rajzok segítségével örökíti meg a székelység életmódját, művelődéstörténeti értékeit, népi kultúráját. Kezdetben általános néprajzzal foglalkozott, később áttért a településtörténet, a falusi népi egyházművészet kutatására.
Életpályájának meghatározó állomása volt Csíkszereda, ahol 1929–1941 között a Római Katolikus Főgimnáziumban tanított. Tanári tevékenysége mellett bekapcsolódott a turistamozgalom és természetjárás megszervezésébe, 1931-ben az ő kezdeményezésére jött létre a Csíki Turista Egyesület. 1934-ben megjelentette Csík vármegye turistakalauza és térképe című munkáját.
Megszervezte azt a közadakozást, amelynek eredményeként elkészült a sutai turistaház és síugrósánc valamint az egyeskői menedékház.
Csíki tartózkodása alatt értékes gyűjtő- és kutatómunkát végzett. Diákjaival együtt bejárta a csíki, gyergyói, kászoni és gyimesi településeket. Fényképek, rajzok segítségével felmérte a székely falvak művészeti értékeit, településszerkezetét, népművészetét, gazdálkodását, kézművességét. Fontos szerepet vállalt a csíki székely népviselet, népzene és néptánc tömeges rendezvényeken való bemutatásában is.
Tanulmányozta az általa feltárt csíkrákosi Cserei-kúria falfestményeit, irányításával sikerült helyreállítani a csíkdelnei Szent János templomot. Ugyancsak az ő kezdeményezésére került sor a hosszúaszói Xántus-kápolna romjainak feltárására, ahol az 1694-es tatárbetörés emlékére, 1933-ban a csíki turistákkal emlékoszlopot helyeztek el.
Megtervezte a csíkszeredai Márton Áron Gimnázium kápolnájának oltárát, amely az első népies stílusban készített berendezés volt a Székelyföldön.
1930 pünkösdjén Domokos Pál Péterrel és Nagy Imrével közösen egy nagyszabású művészettörténeti és néprajzi kiállítással fogadták a csíksomlyói pünkösdi búcsúra érkezőket. Az általuk összegyűjtött és kiállított anyag képezte a későbbi Csíki Székely Múzeum alapjait.
1940-ben jelent meg Kolozsváron a Szakadát című monográfiája, amelyben egy Szeben megyei magyar szórványfalut mutat be.
1941-től véglegesen Kolozsváron telepedett le, ahol tanári munkája mellett Kalotaszegen végzett néprajzi gyűjtéseket. Ezen gyűjtőmunkája Kalotaszegi magyar népviselet címen jelent meg 1977-ben, Faragó Józseffel és Nagy Jenővel közös kiadványban.
A természetjárással Kolozsváron sem hagyott fel, bekapcsolódott a szervező munkába is 1945 és 1948 között az Erdélyi Népi Kárpát Egyesület elnöke volt.
Kolozsváron folytatta a Csíkban gyűjtött néprajzi anyag feldolgozását és rendezését, amelynek eredményeként 1976-ban megjelent az Életforma és anyagi műveltség című könyve. A bevezetőben így szól az olvasóhoz: “Hogy mindebből mi a maradandó érték, hogy mit végzett a mi nemzedékünk, annak értékelése az utánunk jövők feladata. Egy azonban biztos. Amit a népélet és népi alkotások felkutatására, megismerésére tettünk, az nem volt számunkra öncél. Tudtuk, értékké nemcsak az teszi, hogy népünk múltjának része volt, hanem igazából az, ha jelenünk, jövőnk része is lehet. Hisszük, hogy amit tettünk, nem volt haszontalan, hiszen célja népünk szolgálata volt.”
1976. szeptember 21-én hunyt el Kolozsváron, a Házsongárdi temetőben helyezték örök nyugalomra.
Hagyatékának legnagyobb része a Kriza János Néprajzi Társasághoz került, amelynek feldolgozása folyamatban van.
Születésének 100. évfordulójára szervezett szimpóziumon János Pál, a Csíki Székely Múzeum nyugalmazott igazgatója így emlékezett a múzeumalapító, jeles néprajzkutató Vámszer Gézára: “Semmi mellett nem ment el közönnyel. Ott is meglátta az értéket, ahol sivárnak, kopottnak tűnt minden, mert az egész élet, az élet teljességét figyelte.”

## Emlékezete

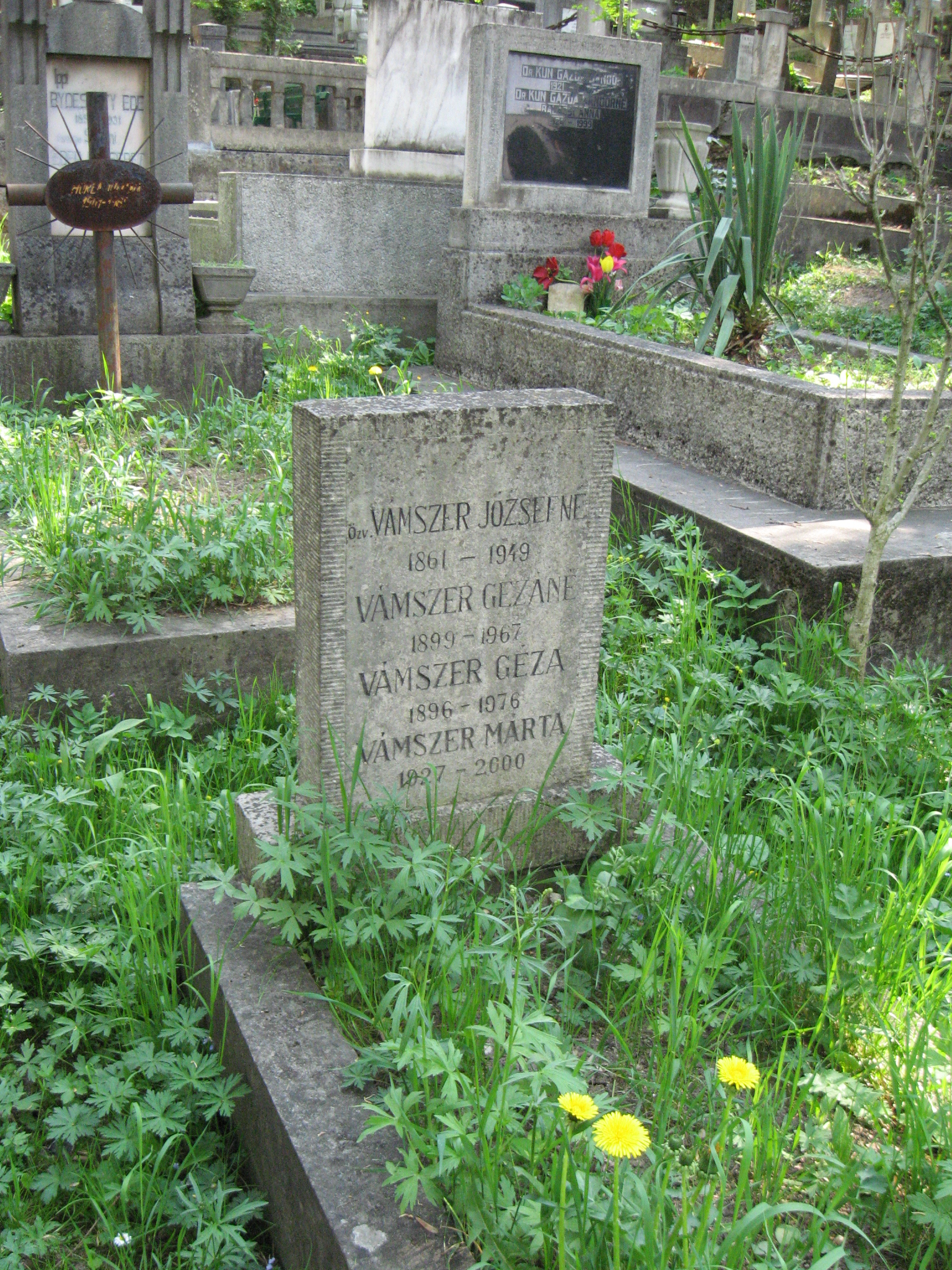
Sírja a Házsongárdi temetőben

- 1992-ben az Erdélyi Magyar Közművelődési Egyesület díjat nevezett el róla.[2]
- 1996-ban, születésének 100. évfordulóján a Csíki Székely Múzeumban szimpóziumot szerveztek a múzeumalapító, néprajzgyűjtő emlékére.
- 2001. május 25-én, halálának 25. évfordulója alkalmával a Márton Áron Gimnáziumban egy tudományos ülésszak keretében méltatták az iskola neves tanárának tevékenységét, emlékére márványtáblát helyeztek el.

## Művei
- Ízlés, modor, divat. Székelyudvarhely, 1928
- Judeţul Ciuc, Csíkvármegye turista kalauza és térképe; Erdélyi Kárpát Egyesület Csíki Alosztály, Mercurea-Ciuc, 1934
- Székely táncok. Bándy Máriával. Kolozsvár, 1937
- Szakadát. Egy szebeni magyar szórványfalu monográfiája. Kolozsvár, 1940 (hasonmásban: 2011)
- Életforma és anyagi műveltség. Néprajzi dolgozatok, gyűjtések, adatok (1930-1975). Bukarest, 1977
- Kalotaszegi magyar népviselet. 1949–1950; Faragó Józseffel és Nagy Jenővel. Bukarest, 1977
- Helytörténeti adatok a hajdani Csík vármegye (Csík, Gyergyó és Kászon) településtörténetéhez / Vámszer Géza ; [szerk. Pozsony Ferenc]. Megjelenés:  Csíkszereda : Pallas-Akad., 2000
- Csík vármegye településtörténete. Csíkszereda, 2007